# Kronika Beskidzka
Kronika Beskidzka – tygodnik regionalny wydawany od 1956 roku w Bielsku-Białej przez wydawnictwo „Prasa Beskidzka”. Swoim zasięgiem obejmuje obszar powiatu bielskiego, wadowickiego, suskiego, oświęcimskiego i żywieckiego.

## Historia
Pierwsze wydanie „Kroniki Beskidzkiej” ukazało się 25 listopada 1956 roku, a pierwszym redaktorem naczelnym (do 1976) był Władysław Czaja, ponadto w pierwszym zespole redakcyjnym zasiedli: Gerard Gawlik, Adam Hajduk (sekretarz redakcji), Władysław Basilides, Tadeusz Patan, Adam Jasiński (grafik). 
„Kronika Beskidzka” początkowo ukazywała się jako dwutygodnik, a od stycznia 1957 roku przekształcono ją w tygodnik. W latach 1957-1962 dołączano do niej specjalną wkładkę poświęconą regionowi żywieckiemu, redagowaną przez Alicję Lisiecką i Leopolda Dutkiewicza. W pierwszych latach istnienia pismo funkcjonowało jako organ prasowy Frontu Jedności Narodu, a następnie Komitetu Powiatowego PZPR. Wydawcą było początkowo Wydawnictwo w Katowicach, a później Śląskie Wydawnictwa Prasowe RSW „Prasa”. Nakład gazety wzrósł z około 10 tysięcy egzemplarzy w 1956 roku do 44 tysięcy w 1976. 
W wyniku reformy administracyjnej z 1975 roku pierwotna „Kronika Beskidzka” została rozwiązana. Ostatnie wydanie ukazało się 20 sierpnia 1976 roku. W dniu 1 września 1976 roku „Kronika Beskidzka” została połączona z „Głosem Ziemi Cieszyńskiej” w „Kronikę”, będącą organem Komitetu Wojewódzkiego Polskiej Zjednoczonej Partii Robotniczej w Bielsku-Białej. Tygodnik był wydawany do 28 grudnia 1989 roku. Od 4 stycznia 1990 roku „Kronika Beskidzka” znów jest samodzielnym tygodnikiem.

## Motto przewodnie
„Chcemy, by pismo było zwierciadłem życia, by odbijało jego wszelkie przejawy: dobre i złe. Łamami pisma chcemy służyć odnowie, walczyć z czym trzeba i walczyć o co trzeba, naprawiać zło. Taki jest cel nasz i nasz program”.

## Zespół redakcyjny
Opracowano na podstawie materiału źródłowego:
- Mirosław Galczak  – redaktor naczelny[4],
- Wojciech Małysz - redaktor prowadzący,
- Magdalena Nycz - redaktor prowadzący
- Artur Jarczok – kierownik działu sportu,
- Marcin Kałuski,
- Marcin Płużek,
- Paweł Szczotka
- Adam Kanik,
- Michał Cichy